# Ahmed Ali
Ahmed Ali (Sharjah, 28 de janeiro de 1990) é um futebolista profissional emiratense que atua como meia.

## Carreira
Ahmed Ali fez parte do elenco da Seleção Emiratense de Futebol da Olimpíadas de 2012.